# Seznam švedskih nogometnih reprezentantov
Seznam švedskih nogometnih reprezentantov.

## A
- Niclas Alexandersson
- Anders Andersson

## B
- Sven Bergqvist
- Jesper Blomqvist

## E
- Johnny Ekström

## I
- Zlatan Ibrahimović
- Klas Ingesson

## K
- Rudolf Kock

## L
- Henrik Larsson
- Fredrik Ljungberg

## M
- Hans Mild

## R
- Sven Rydell